# Kasprowy Wierch (ośrodek narciarski)
Kasprowy Wierch – ośrodek narciarski znajdujący się na szczycie i północnych stokach Kasprowego Wierchu w polskich Tatrach Zachodnich. Najwyżej położony ośrodek narciarski w Polsce.

## Koleje i wyciągi
Podstawowym sposobem dostania się na Kasprowy Wierch to wjazd koleją linową Kasprowy Wierch (z Kuźnic) albo podejście do dolnej stacji kolei krzesełkowego w Dolinie Goryczkowej z Kuźnic przez Kalatówki.
Ośrodek dysponuje następującymi kolejami:
- kolej linowa „Kasprowy Wierch”. Wybudowana w latach 1935–1936 i zmodernizowana w 2007 roku. Jest to kolej linowa z podwójną liną nośną i liną napędową, czynna cały rok (z wyjątkiem okresu konserwacji). W okresie zimowym jej przepustowość to 360 osób na godzinę, czas przejazdu – 12 minut

- kolej krzesełkowa „Hala Gąsienicowa” z Doliny Gąsienicowej. Jest to kolej krzesełkowa z krzesełkami 4-osobowymi, działa tylko w sezonie zimowym i przeznaczony jest głównie dla narciarzy. Pierwszy wyciąg saniowy został zbudowany tutaj w 1938, następnie w 1962 powstała kolej krzesełkowa, modernizowana w 2000, obecnie wjazd trwa 8 minut

- kolej krzesełkowa „Hala Goryczkowa” z Doliny Goryczkowej udostępniona w 1968. Jest to kolej krzesełkowa z krzesełkami 2-osobowymi, działa tylko w sezonie zimowym i przeznaczony jest głównie dla narciarzy, wjazd trwa 15 minut

Wykorzystanie kolei krzesełkowych z obu dolin ocenia się jedynie na ok. 20% długości sezonu narciarskiego. Głównymi powodami są brak śniegu lub trudne warunki atmosferyczne (wiatr, oblodzenie). Przykładowo w sezonie 2011/2012 kolej z Doliny Goryczkowej ruszyła po raz pierwszy dopiero 11 stycznia.
Rozważana jest modernizacja kolei krzesełkowej z Doliny Goryczkowej. Jej koszt szacowany jest na 20 mln zł, jednak do lutego 2011 roku taki wniosek nie wpłynął do dyrekcji TPN.
Ponadto na polanie Kalatówki znajdują się dwa wyciągi narciarskie Kalatówki.

## Trasy zjazdowe
Z Kasprowego Wierchu prowadzą dwie podstawowe trasy narciarskie: Trasa Goryczkowa i Trasa Gąsienicowa. Obydwie trasy mają przedłużenia (Nartostrada Gąsienicowa i Nartostrada Goryczkowa) umożliwiające zjazd na nartach terenem reglowym do Kuźnic.
Ponadto wytyczona jest również nartostrada przez Halę Kondratową, która rozpoczyna się na Hali Goryczkowej (odchodzi od Trasy Goryczkowej), a kończy się na Rówienkach Kondrackich (łączy się z Nartostradą Goryczkową). Na samej Hali Kondratowej w latach 1959–1968 funkcjonował wyciąg orczykowy o długości 505 metrów i przepustowości 90 osób na godzinę. W 1968 roku przeniesiono go na stok Skrzycznego w Szczyrku („Doliny ll”), gdzie służył do 2015 roku.
| Nazwa trasy                    | Trudność  | Start                                         | Start                 | Meta                                                  | Meta                  | Dłu- gość (m)                                  | Prze- wyż- sze- nie (m) | Na- chy- le- nie (%) | Oś- wie- tle- nie | Sztucz- ne naśnie- żanie | Homologacja FIS            | Homologacja FIS     | Uwagi                          |
| Nazwa trasy                    | Trudność  | nazwa                                         | wyso- kość (m n.p.m.) | nazwa                                                 | wyso- kość (m n.p.m.) | Dłu- gość (m)                                  | Prze- wyż- sze- nie (m) | Na- chy- le- nie (%) | Oś- wie- tle- nie | Sztucz- ne naśnie- żanie | numer                      | ważna do            | Uwagi                          |
| ------------------------------ | --------- | --------------------------------------------- | --------------------- | ----------------------------------------------------- | --------------------- | ---------------------------------------------- | ----------------------- | -------------------- | ----------------- | ------------------------ | -------------------------- | ------------------- | ------------------------------ |
| 1 Trasa Gąsienicowa            | czarna    | górna stacja kolei krzesełkowej               | 1953                  | dolna stacja kolei krzesełkowej                       | 1601                  | 1500                                           | 352                     | 23                   | nie               | nie                      | 10131/09/11 10132/09/11    | 2021                | gigant i slalom obu płci       |
| 2 Trasa Goryczkowa             | czarna    | górna stacja kolei krzesełkowej               | 1950                  | dolna stacja kolei krzesełkowej                       | 1355                  | 2600                                           | 595                     | 23                   | nie               | nie                      | 10133-6 /09/11 (6 decyzji) | co najmniej do 2016 | wszystkie konkurencje obu płci |
| 3 Nartostrada "Goryczkowa      | Niebieska | Dolna stacja kolei linowej "Goryczkowa        | 1355                  | Kuźnice(dolna stacja kolei linowej "Kasprowy Wierch"  | 1027                  | 3500m (z "Goryczkową"5300m najdłuższa w Polsce | 923                     | 8                    | nie               | nie                      |                            |                     |                                |
| 4 Szlak narciarski Gąsienicowa | czerwona  | Dolna stacja kolei krzesełkowej "Gąsienicowa" | 1601                  | Kuźnice(dolna stacja kolei linowej "Kasprowy Wierch") | 1027                  | 8300m.(razem z "Gąsienicową" 9500m)            | 574                     | 10                   | nie               | nie                      |                            |                     |                                |

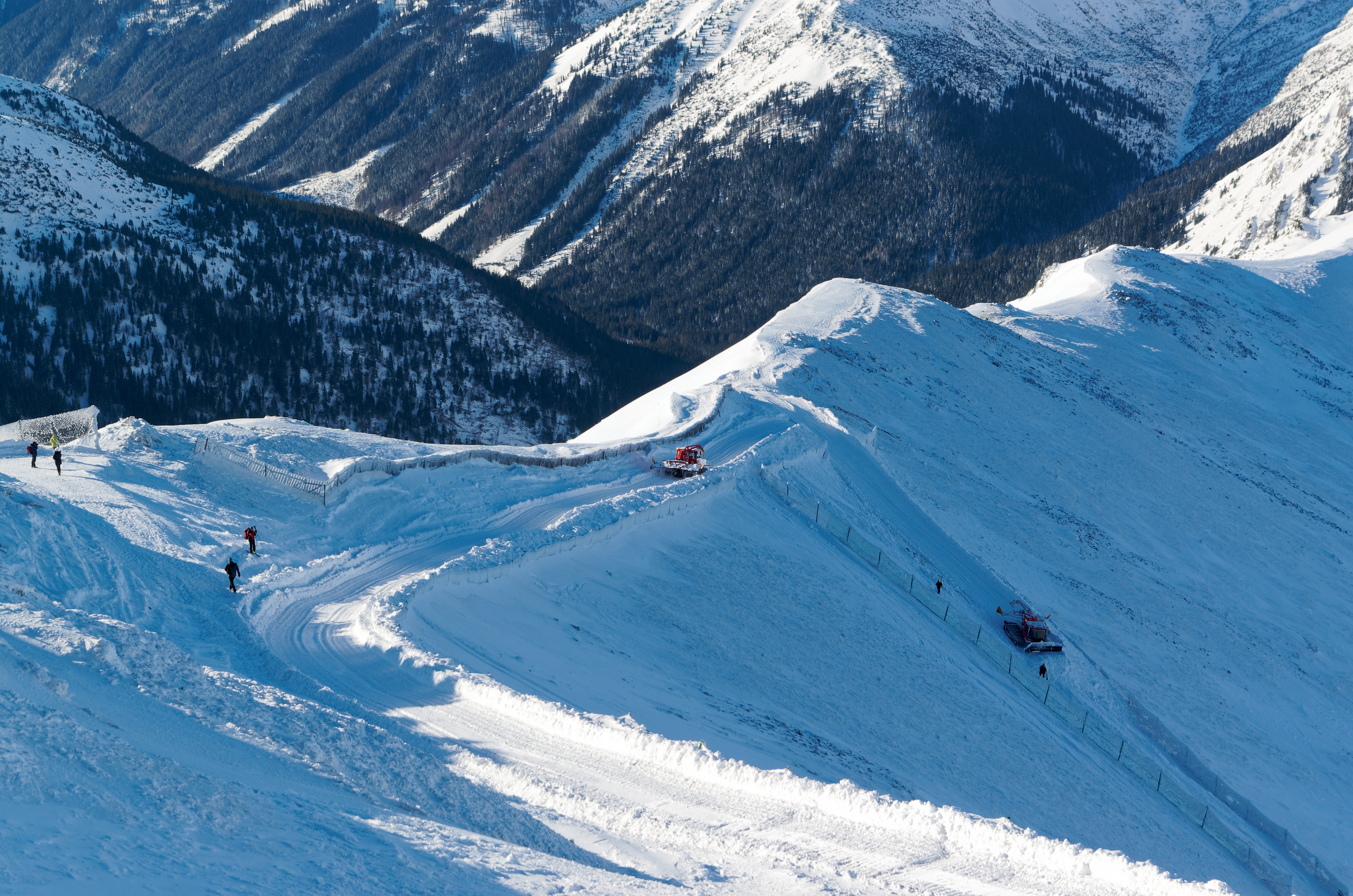
Widok na początek trasy Goryczkowej

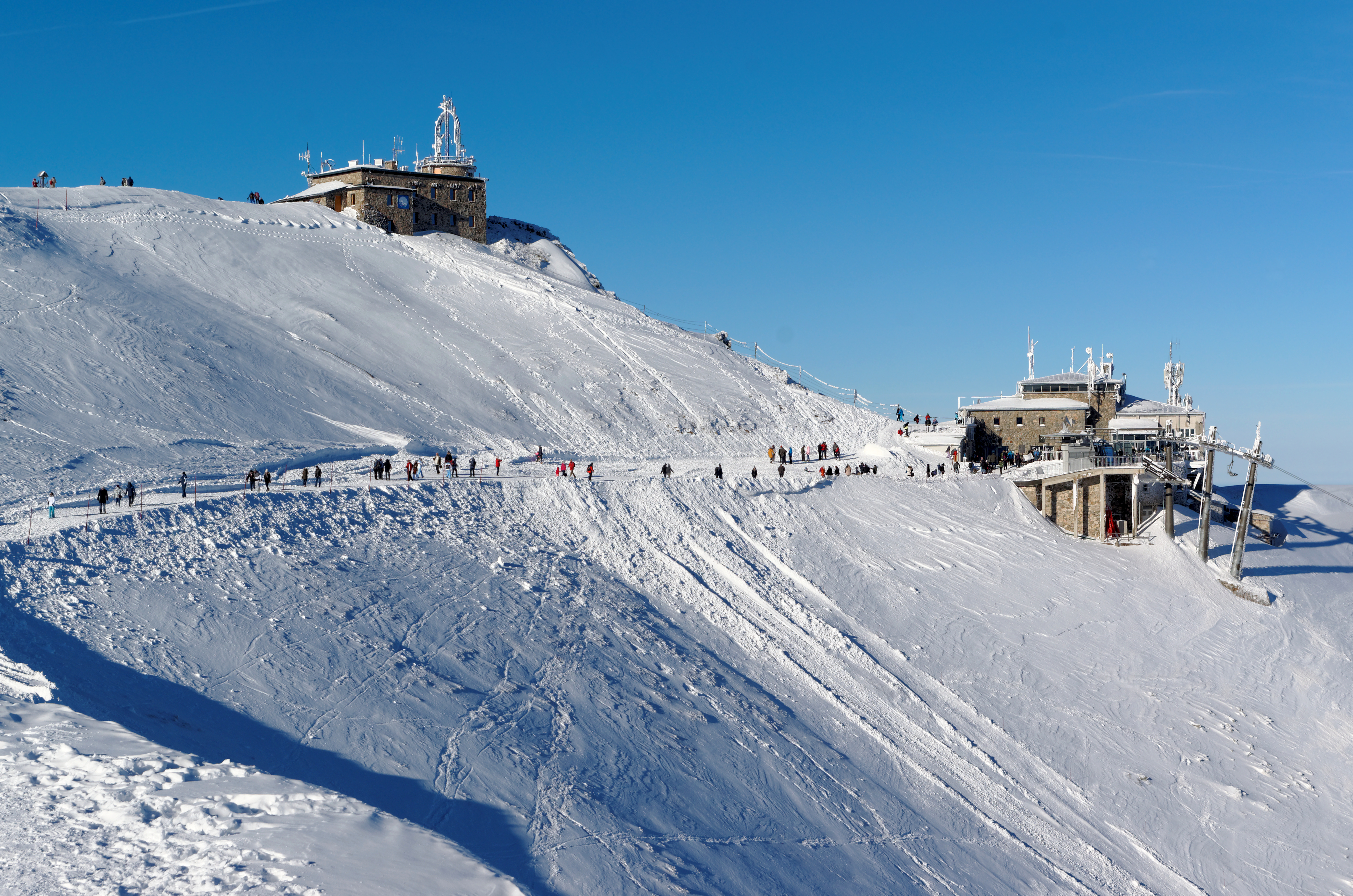
Ściana na początku trasy Gąsienicowej

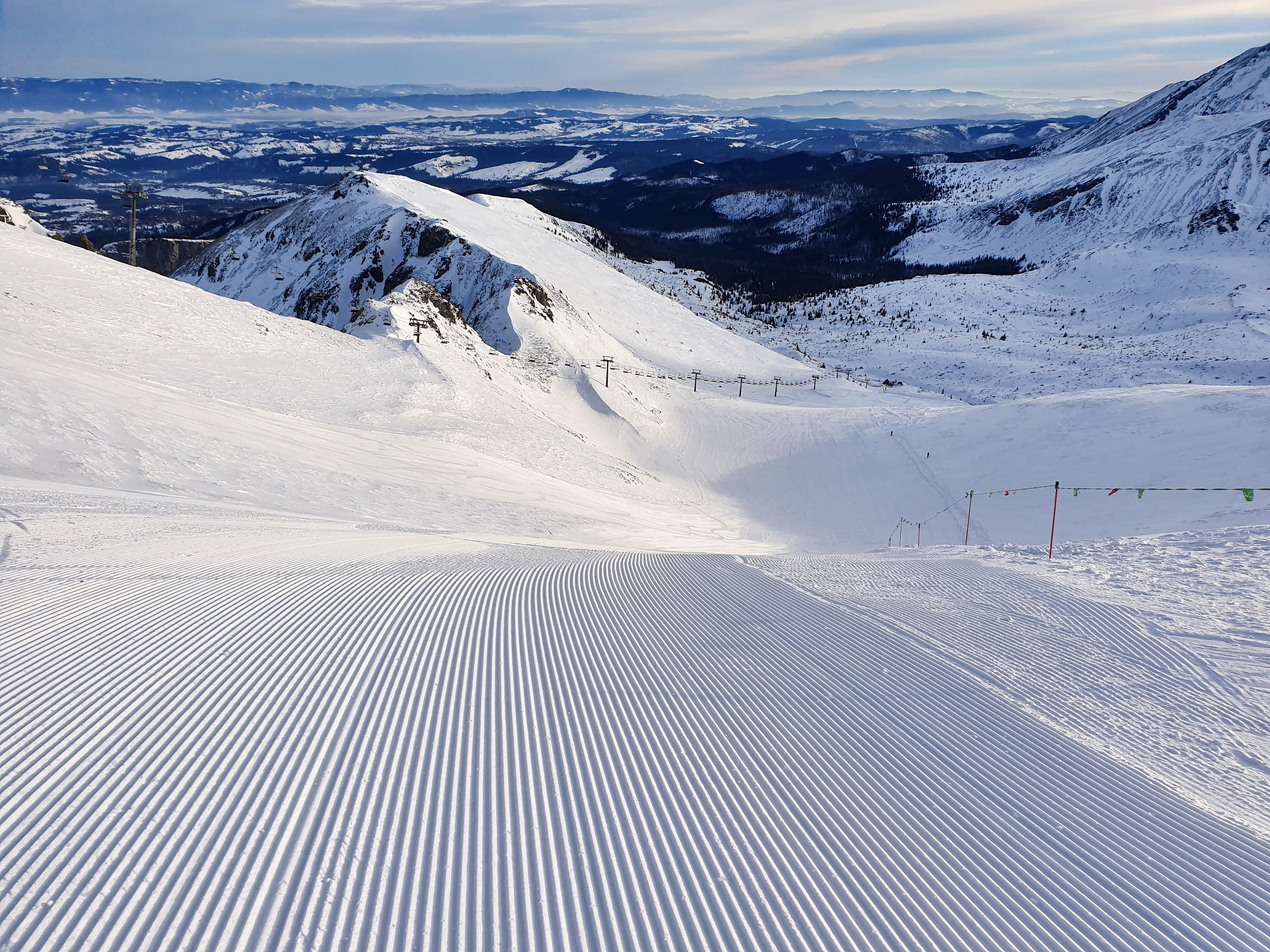
Początek trasy na Gąsienicowej z Suchej Przełęczy

W związku z tym, że ośrodek w całości leży na terenie Tatrzańskiego Parku Narodowego, trasy nie są sztucznie naśnieżane ani oświetlone. Ich fragmenty są czasem ratrakowane.
Od sezonu 2010/2011 przestrzeń przeznaczona dla narciarstwa w rejonie obu kotłów Kasprowego Wierchu oznaczona jest zielono-czarnymi tyczkami. Tylko część tego terenu jest ratrakowana.
Planowane jest otworzenie dwóch nowych tras: z Suchej Przełęczy i szczytu Beskid w kierunku dolnej stacji kolei na Hali Gąsienicowej oraz z Pośredniego Goryczkowego Wierchu w kierunku ratrakowanej trasy 2 prowadzącej do dolnej stacji kolei w Dolinie Goryczkowej. Trasy te będą wytyczone za pomocą tyczek, nie będą ratrakowane i będą głównie przeznaczone dla narciarzy freestyle'owych. Dyskusje na temat uruchomienia tych tras trwają od 2009 roku.
Spod Beskidu w 1979 roku zjechał Jacek Nikliński, ustanawiając niepobity dotychczas polski rekord szybkości jazdy na nartach w Polsce (180,632 km/h). Spod Beskidu startowali również w 2009 roku zawodnicy wyścigu Red Bull Zjazd na Krechę.

## Pozostała infrastruktura
W Kuźnicach:
- kilka restauracji
- parkingi, jednak dojazd nieupoważnionymi pojazdami możliwy jest jedynie do ronda Jana Pawła II (dawniej rondo Kuźnickie)
- liczne stoiska góralskie z pamiątkami.

Na szczycie Kasprowego Wierchu:
- punkt TOPR
- restauracja
- Wysokogórskie Obserwatorium Meteorologiczne Kasprowy Wierch.

W Dolinie Gąsienicowej:
- schronisko PTTK „Murowaniec”
- Centralny Ośrodek Szkolenia PZA „Betlejemka”.

Ośrodek nie jest członkiem Stowarzyszenia PSNiT.

## Kontrowersje wokół ośrodka narciarskiego na Kasprowym Wierchu
- Od lat trwa spór między zwolennikami rozwoju infrastruktury narciarskiej (np. przebicia tunelu przez kopułę Kasprowego Wierchu, aby umożliwić komunikację narciarzy między górnymi stacjami obu kolei) a zwolennikami zachowania naturalnej przyrody[1].
- Duże kontrowersje wzbudza również projekt sprzedaży operatora ośrodka narciarskiego[1].

## Galeria

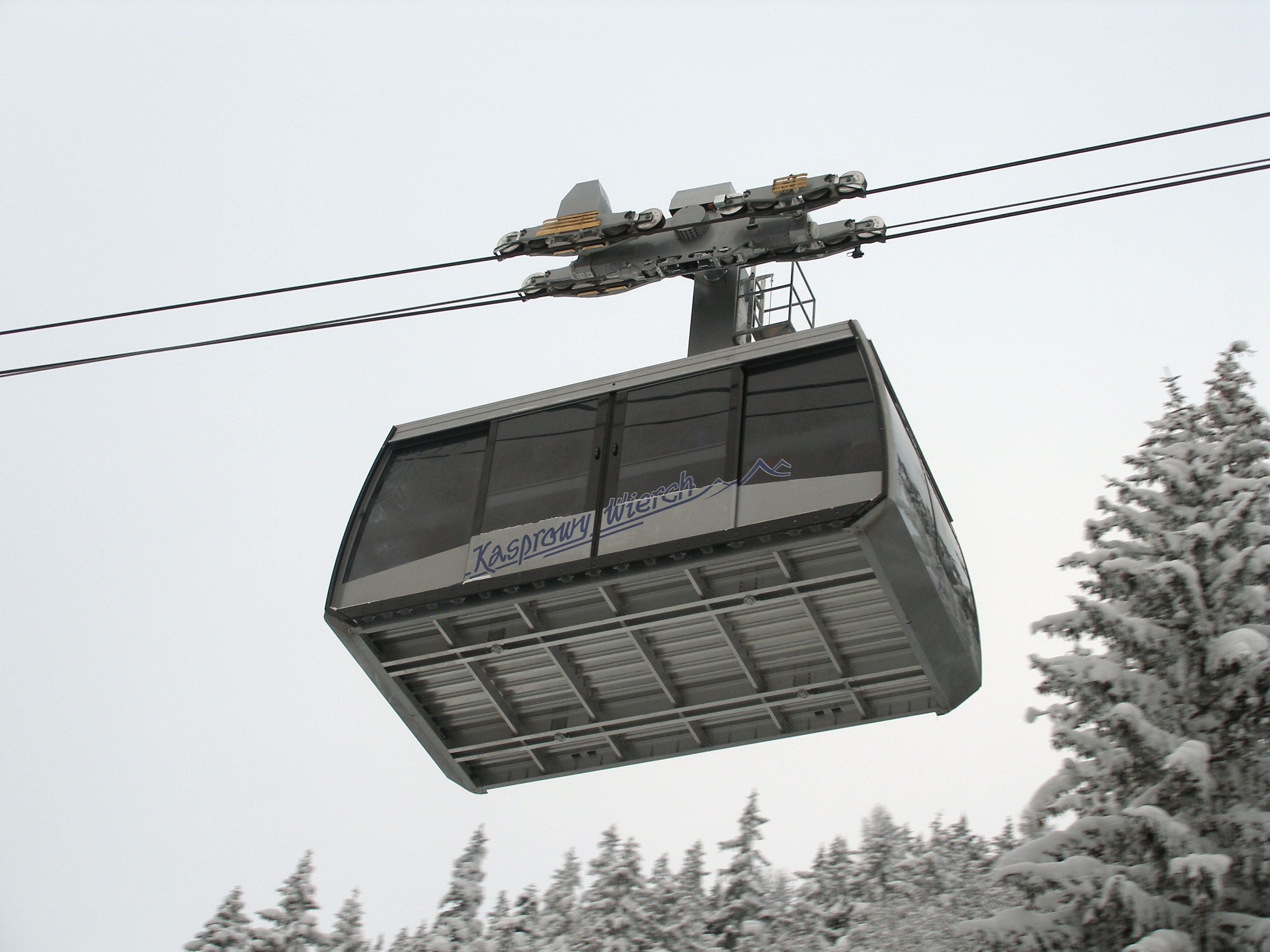
Nowy wagon kolei linowej „Kasprowy Wierch”
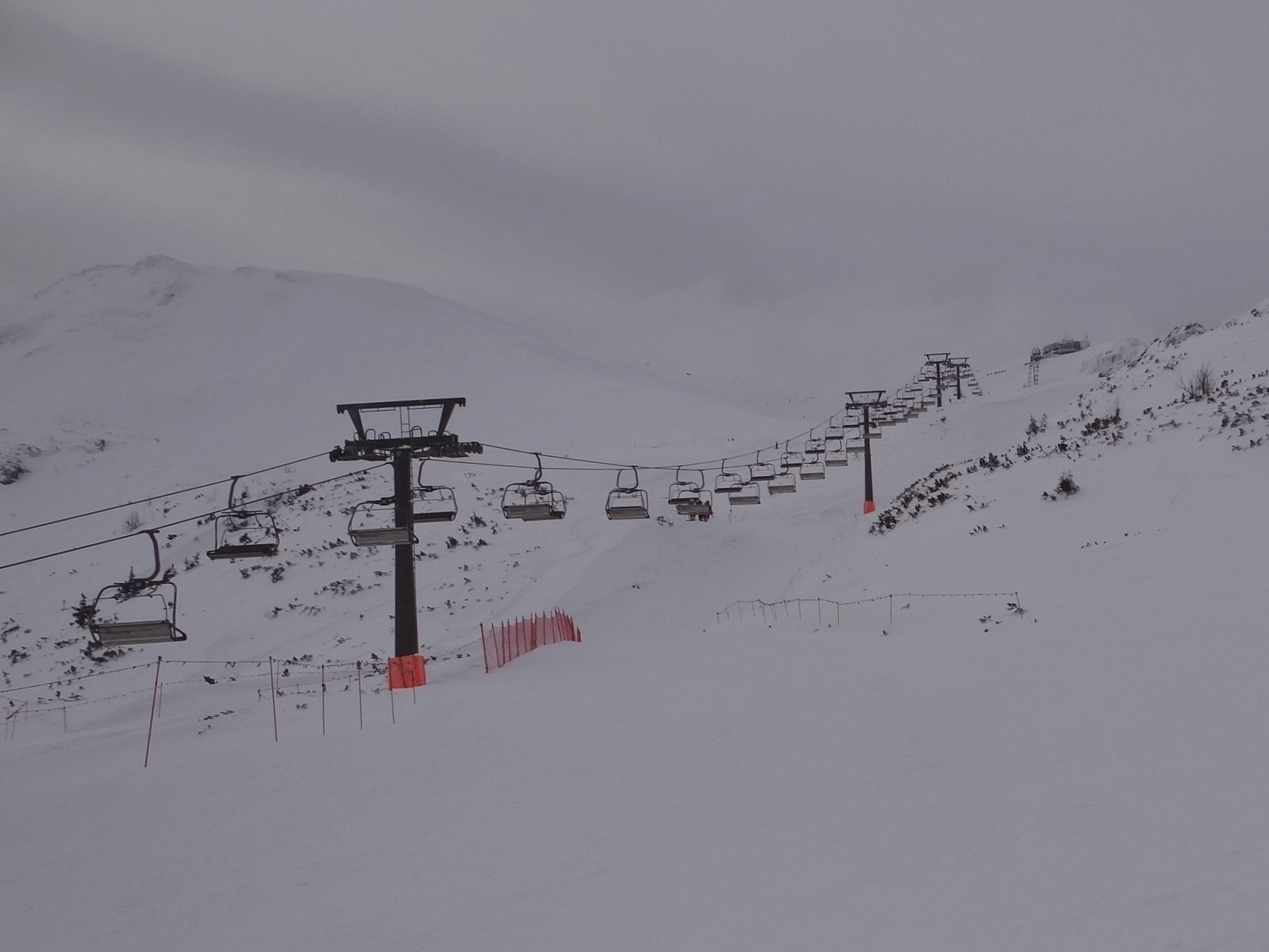
Kolej krzesełkowa „Hala Gąsienicowa”
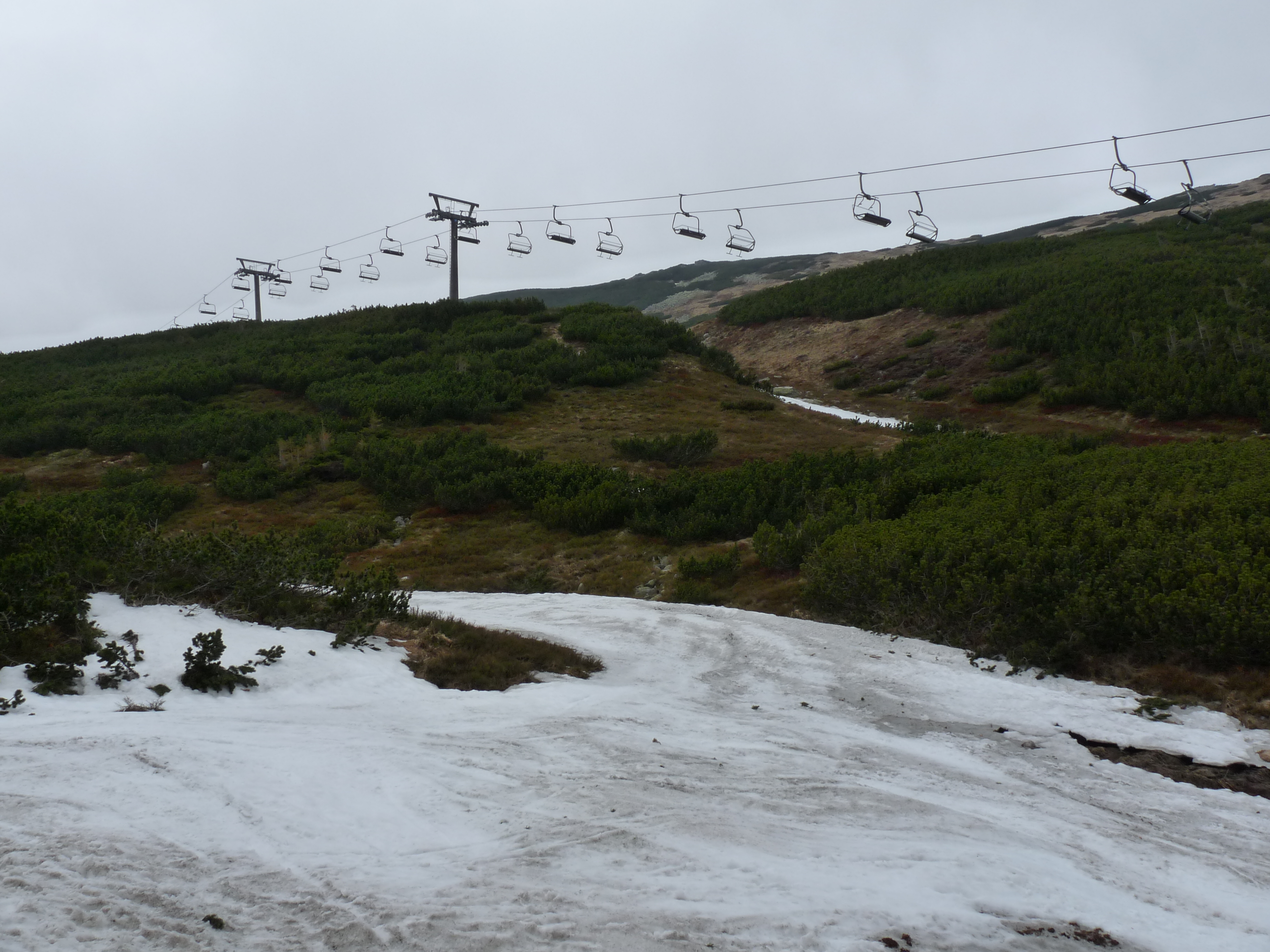
Kolej krzesełkowa „Hala Gąsienicowa” od strony Kotła
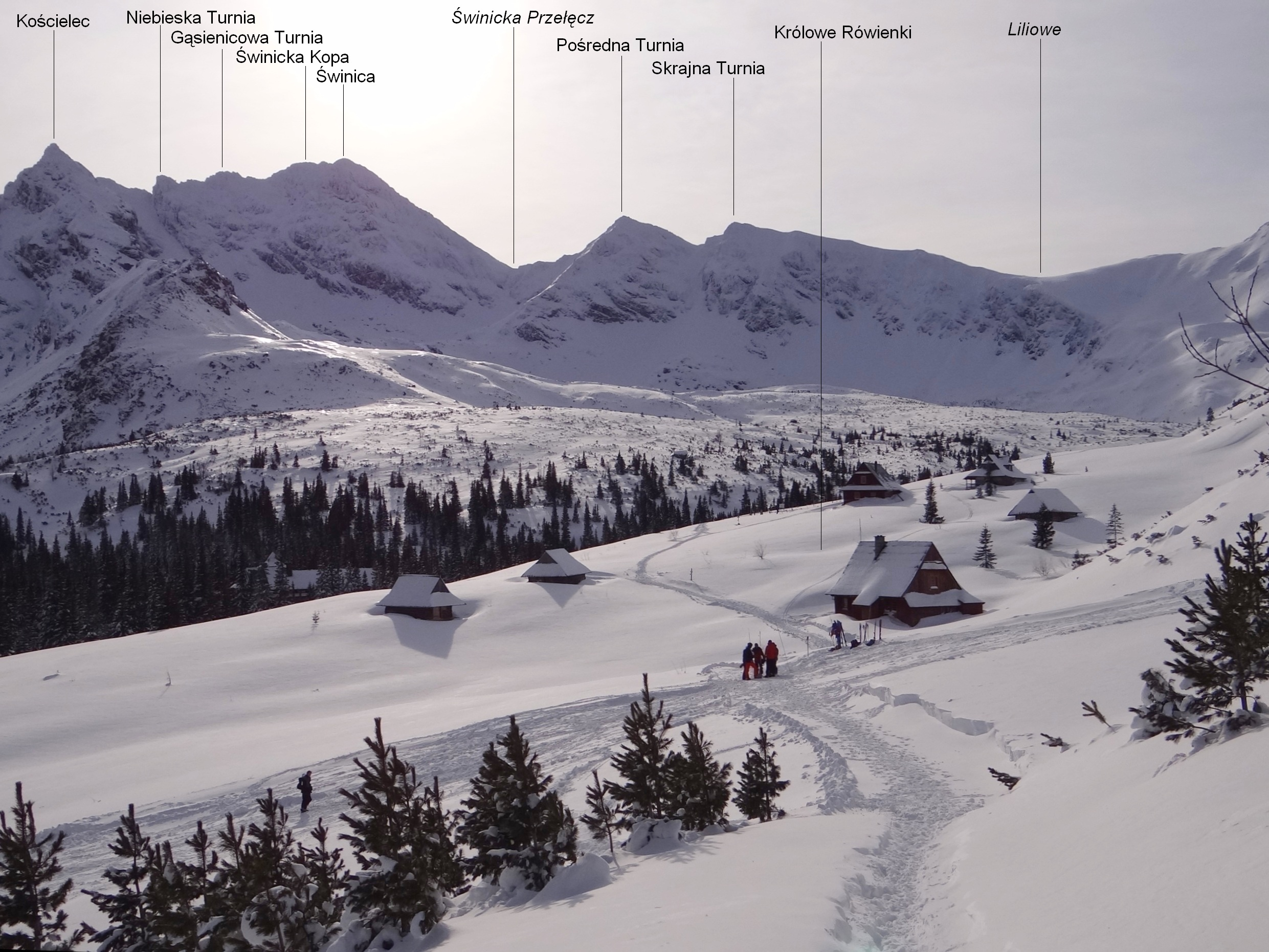
Na pierwszym planie fragment nartostrady przez Dolinę Gąsienicową
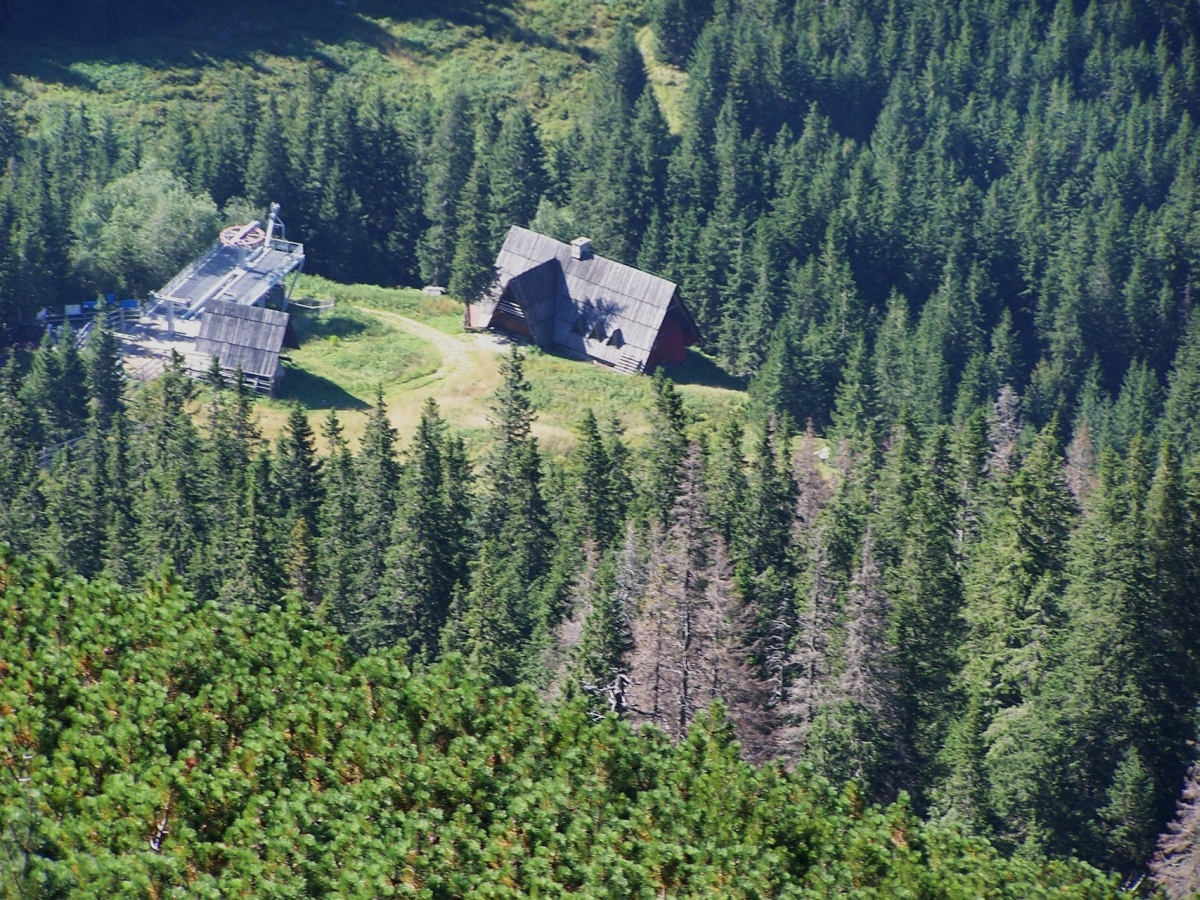
Goryczkowa Rówień Wyżnia i dolna stacja kolei krzesełkowej „Hala Goryczkowa”
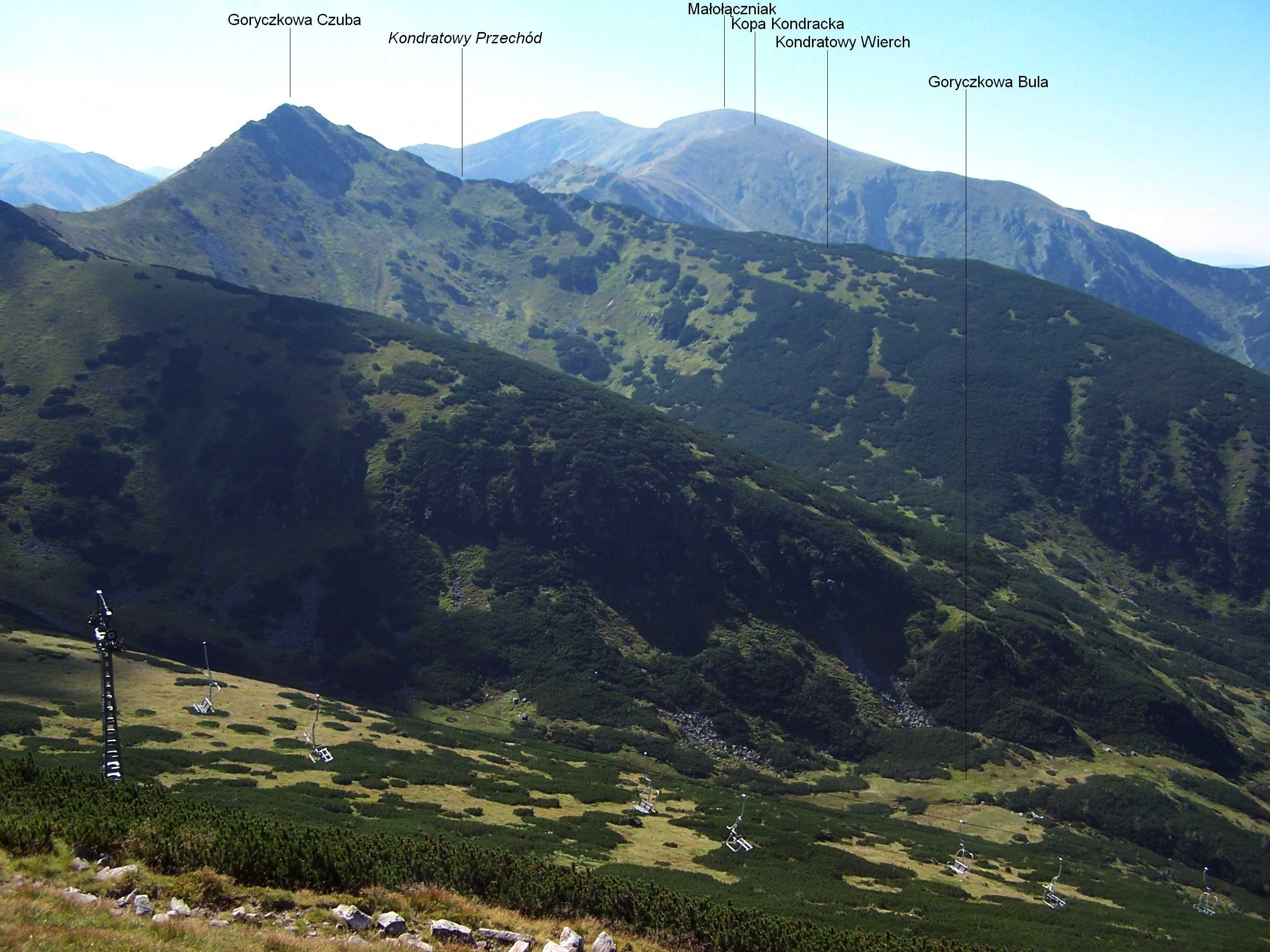
Widok z północnej grani Kasprowego Wierchu – w dolnej części kolej krzesełkowa „Hala Goryczkowa”